# Japan Ukiyoe Museum

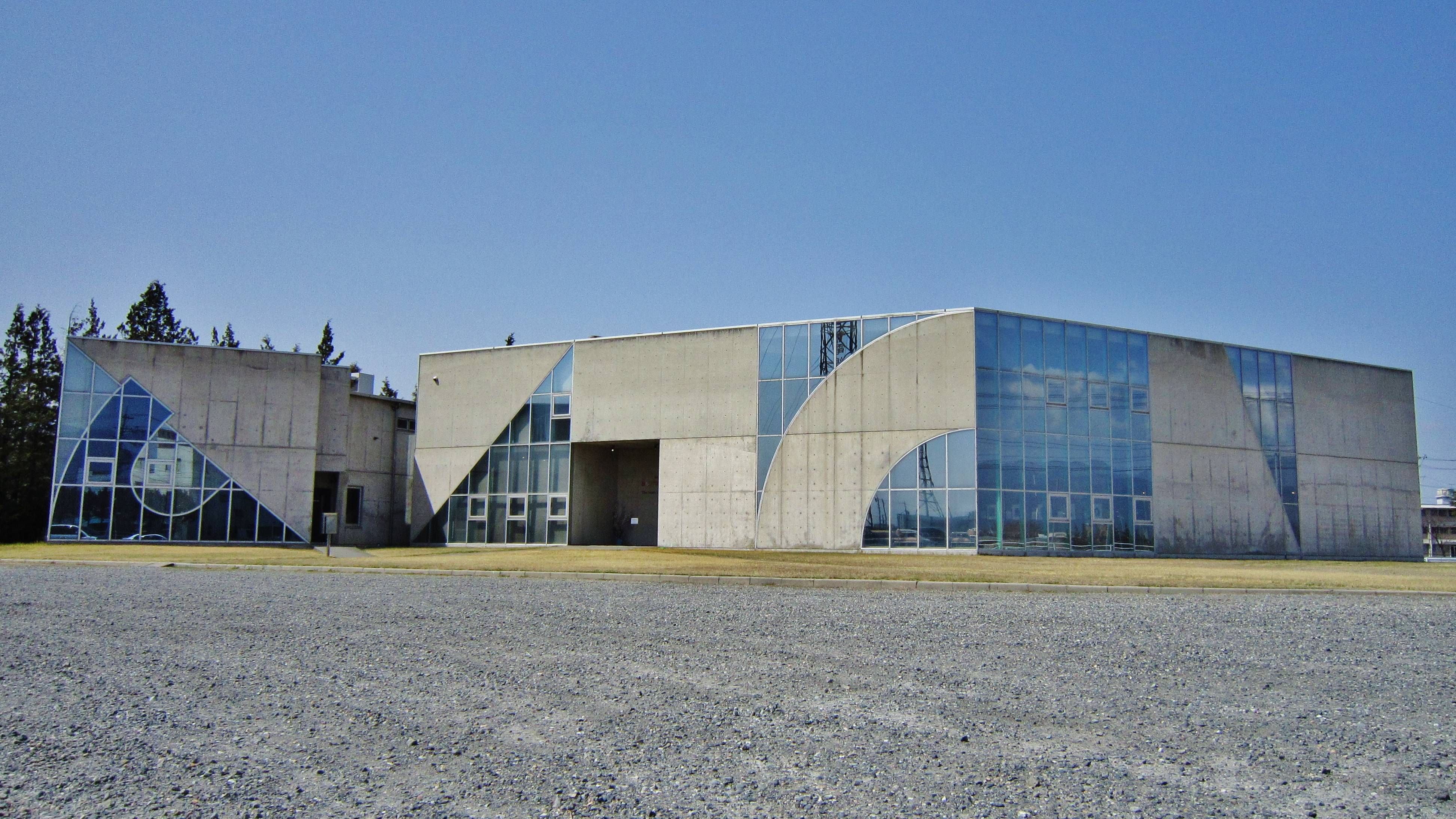
Gesamtansicht

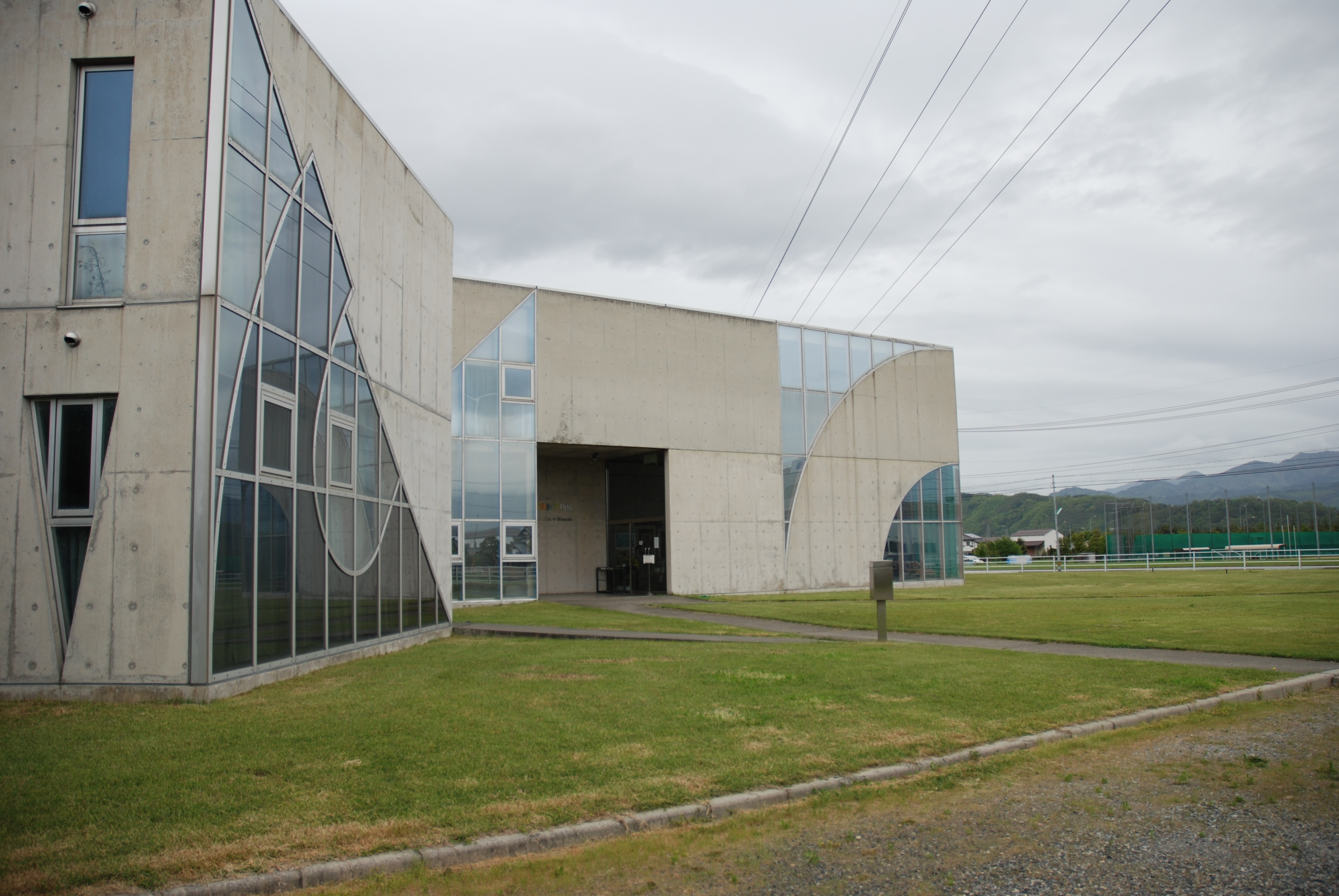
Eintrittsbreich

Das Japan Ukiyoe Museum (japanisch 日本浮世絵博物館, Nihon Ukiyoe hakubutsukan) wurde 1982 als privates Museum in der Stadt Matsumoto (Präfektur Nagano, Japan) eröffnet.

## Überblick
Die Basis des „Japan-Ukiyoe-Museums“ ist die Ukiyoe-Sammlung der Familie Sakai (酒井家), Großhändler in der Stadt. Sakai Heisuke Yoshiaki (酒井 平助義明), 6. Generation der Sakai-Familie, begann mit dem Sammeln von Ukiyo-e. Nach der Meiji-Restauration 1868 eröffnete Sakai Fujieihei (酒井 藤兵衛; 1844–1911) in der 8. Generation 1870 das Geschäft „Sakai kōkodō“ im Bezirk Kanda in Tokio und verstärkte das Interesse an Ukiyo-e. Sakai Shokichi (酒井 庄吉; 1878–1942) in der 9. Generation begann sich wissenschaftlich mit dem Studium der Ukiyo-e zu befassen und die Sammlung auch im Ausland zu zeigen. Er gab das Magazin „Ukiyo-e“ heraus.
Sakai Tōkichi (酒井 藤吉; 1915–1993) in der 10. Generation eröffnete 1982 dieses Museum als Höhepunkt der Bestrebungen der Familie, die Sammlung leichter der Öffentlichkeit zugänglich zu machen. Das Gebäude wurde vom Architekten Shinohara Kazuo entworfen. Die Sammlung der Farbholzschnitte, beginnend mit der späten Edo-Zeit, umfasste schließlich mehr als 100.000 Drucke. Sie Sammlung wurde dann bis ins 20. Jahrhundert weitergeführt.

## Sammlung
Die Sammlung umfasst von Hishikawa Moronobu (1618–1994) über Suzuki Harunobu (1725–1770), Kitagawa Utamaro (1753–1806), Katsushika Hokusai (1780–1849), Keisai Eisen (1791–1841), Utagawa Hiroshige (1797–1858) bis zu Utagawa Kuniyoshi (1798–1861) alle wichtigen Vertreter des Ukiyo-e.
Ergänzt wurde die Sammlung mit den modernen Holzschnitten der Shin-hanga-Richtung. So sind u. a. Yoshida Hiroshi (1876–1950), Kawase Hasui (1883–1957), Yamamura Kōka (1886–1942) und Kobayakawa Kiyoshi (1899–1948) in der Sammlung vertreten.

## Bilder

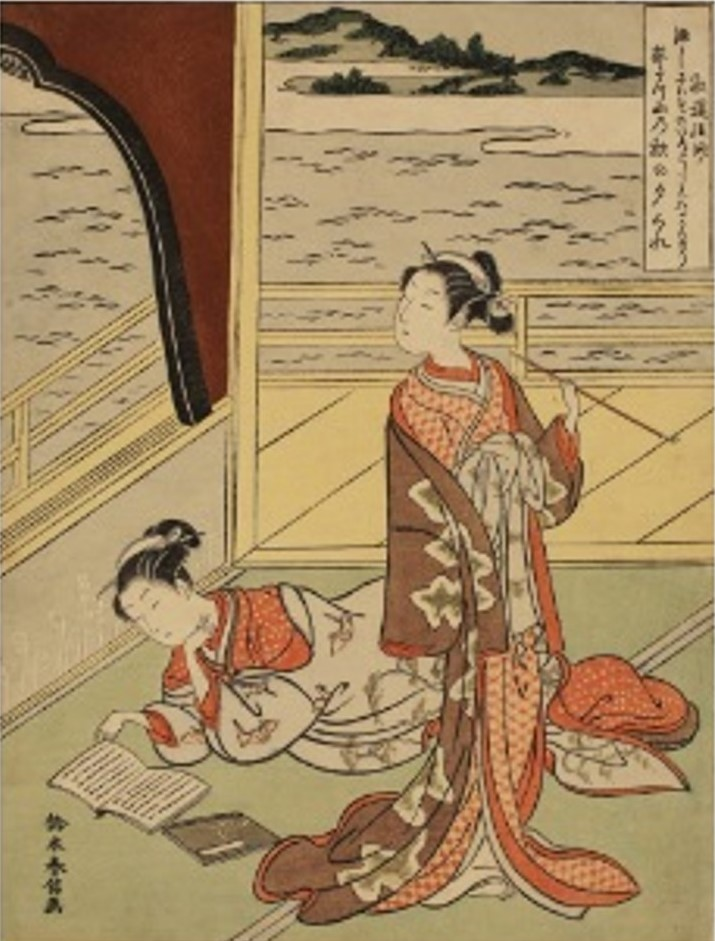
Harunobu
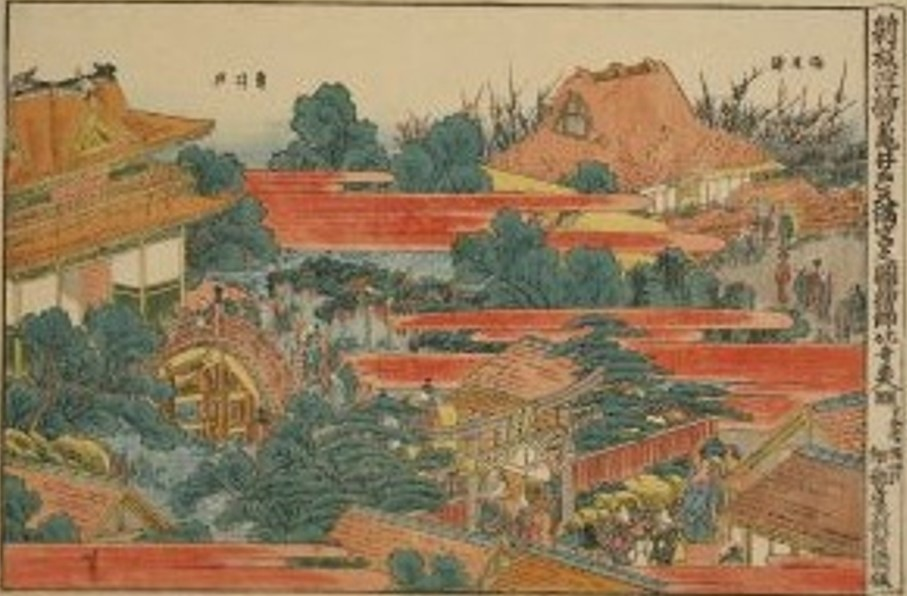
Hokusai
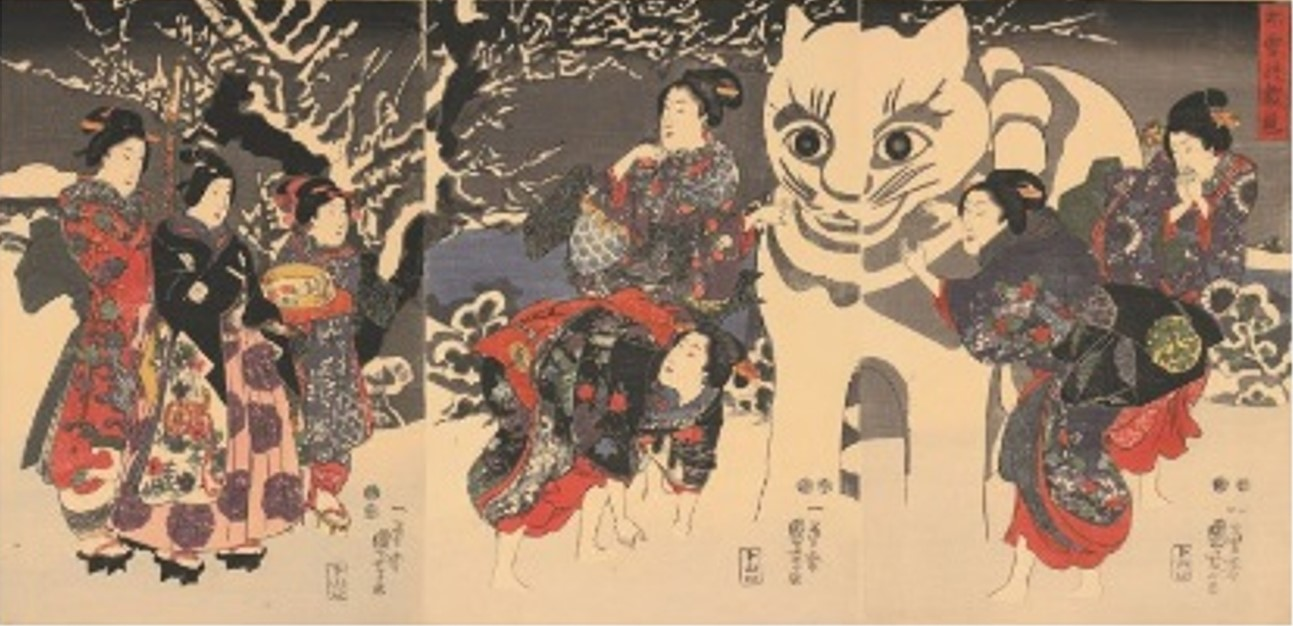
Kuniyoshi (Triptychon)
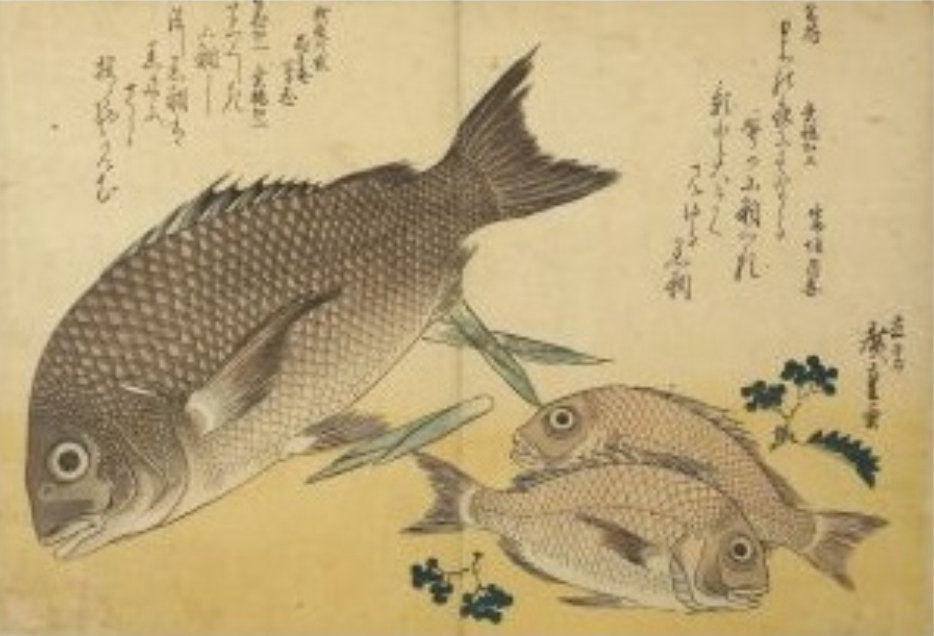
Hiroshige
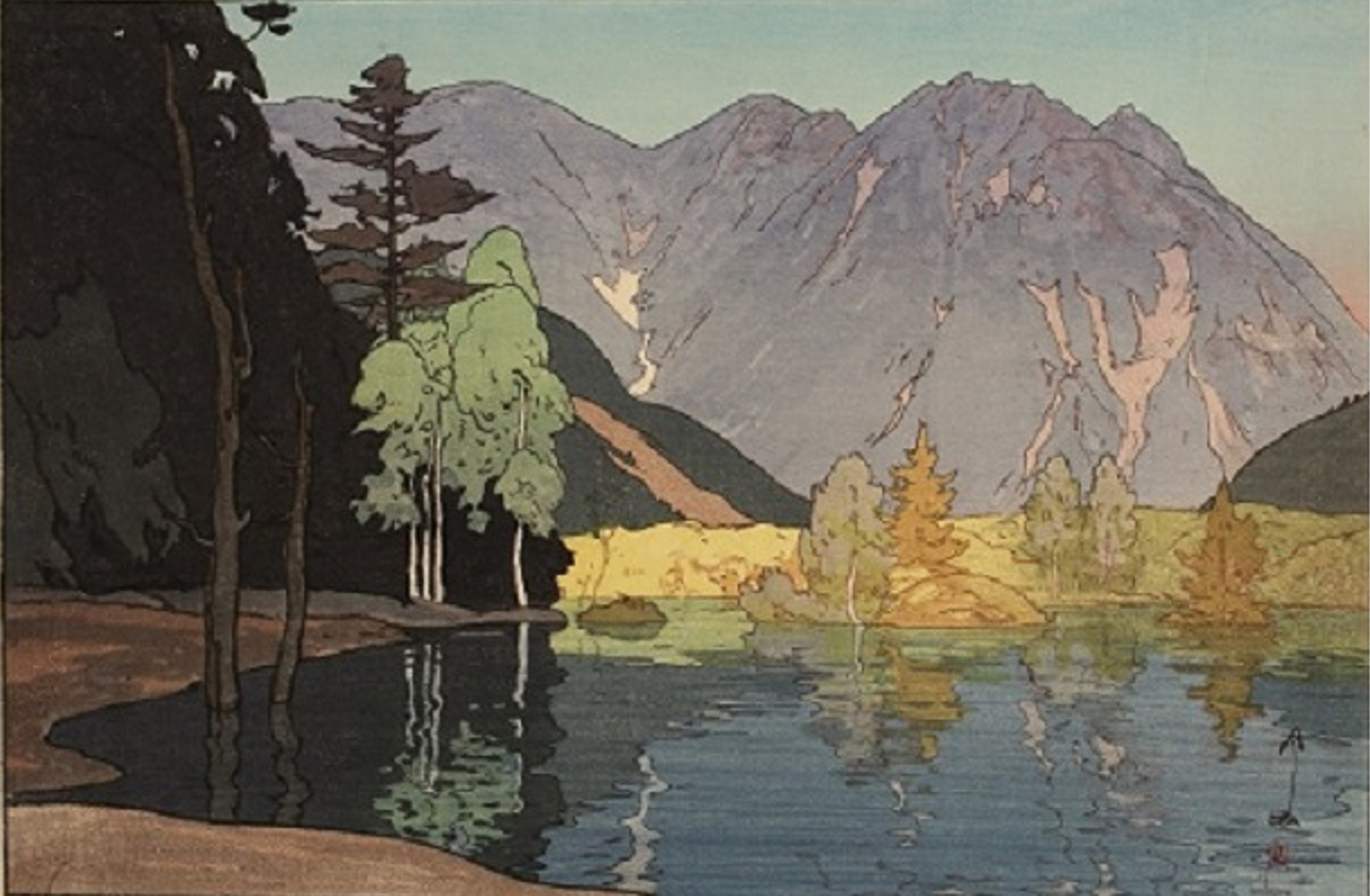
Yoshida Hiroshi